# Rádio Educadora de Parnaíba
Rádio Educadora de Parnaíba foi uma emissora de rádio brasileira, situada na cidade de Parnaíba, no Estado do Piauí, que era sintonizada através da frequência 920 kHz AM. Foi fundada no dia 13 de maio de 1940, sendo considerada a pioneira de todo o Estado do Piauí.

## História
A Rádio Educadora nasceu com a transferência do radiotécnico Evaldo Carvalho de Fortaleza para Parnaíba, onde instalou sua oficina numa dependência do escritório de Alcenor Madeira, na época, um revendedor de rádio-receptores. Os dois foram responsáveis pelas primeiras experiências com o rádio em Parnaíba, entre elas a Rádio PRKK, Rádio de Três Cocos, uma espécie de "embrião" da Educadora.
Com auditório na Praça Santo Antônio, bastante moderno para as condições da época, apresentava uma programação musical variada; além disso, apresentava peças teatrais e programas de auditório, com casa sempre lotada. Seus idealizadores traziam grandes cantores do rádio que se apresentavam no Cine Teatro Edem, Cine Ritz, etc. Entre os locutores da época, estão nomes como Theodoro Ângelo e Nelson Chaves.
A Rádio Educadora foi criada dezoito anos depois do surgimento da primeira emissora de rádio do Brasil e pertencia à família Silva do ex-senador Alberto Silva, posteriormente sendo comprada pela família Moraes Souza. Sua concessão foi declarada extinta através do Diário Oficial da União de 29 de julho de 2010.